# Sklerit

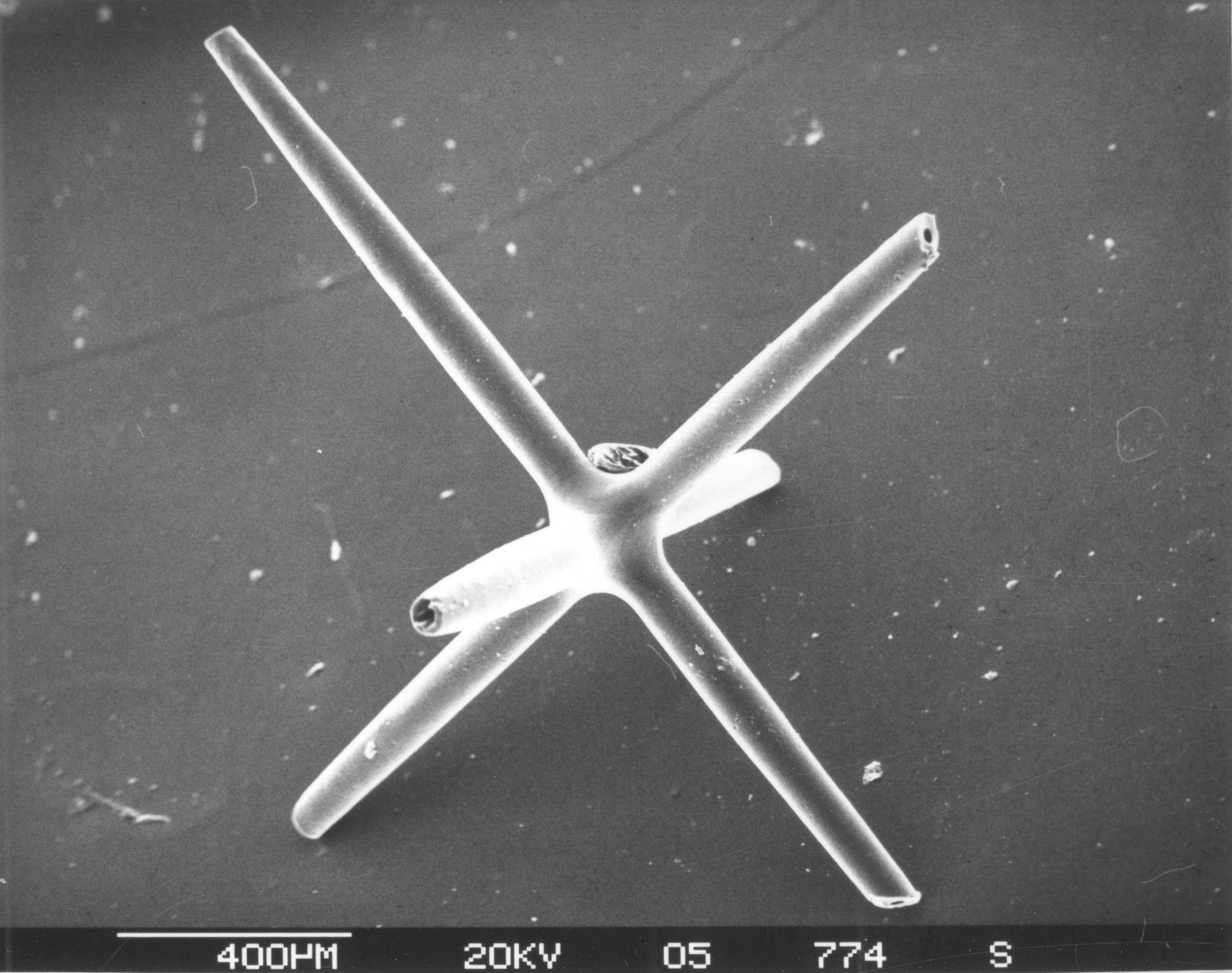
Schwammnadel (Spiculum) der Größe eines Millimeters

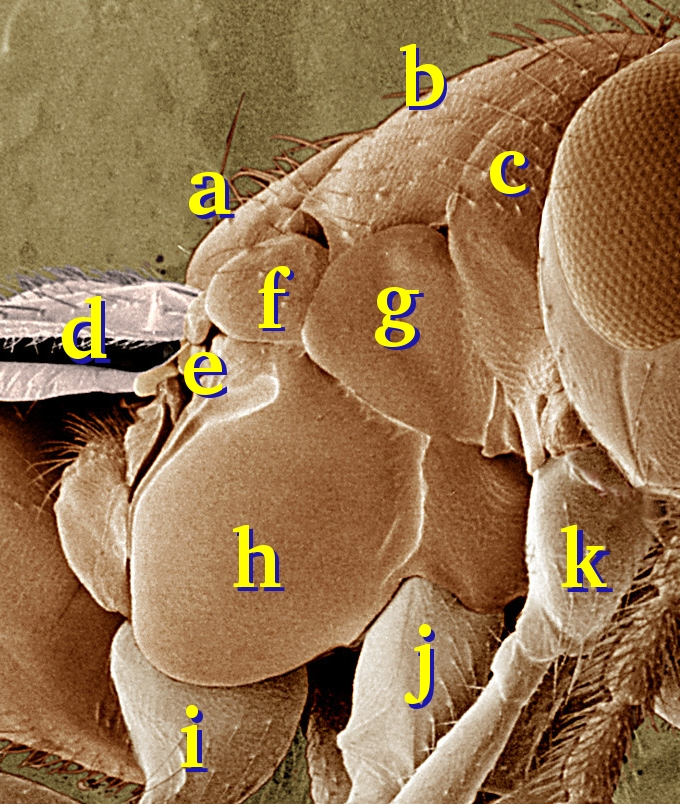
lateraler Teil des Pterothorax mit erkennbaren Skleriten des Exoskeletts (Erzwespe)
a: Scutellum; b: Scutum; c: Pronotum; d: Vorderflügel; e: Hilfs-Sklerite; f: Tegula; g: Prepectum; h: Mesepisternum; i: 3. Coxa; j: 2. Coxa; k: 1. Coxa

Sklerite (altgriechisch σκληρός sklēros, deutsch ‚hart‘) sind Hartteile von Wirbellosen, insbesondere der Gliederfüßer in deren Außenskelett, Schwämmen und Octocorallia in deren Weichteilen. Die Bezeichnung bezieht sich nicht auf knöcherne Skelettteile oder Zähne der Wirbeltiere oder Schalen von Weichtieren.
Für die Gesamtheit der Sklerite eines Organs (z. B. Radula) oder Skelettsystems eines Nichtwirbeltieres (z. B. alle Skelettnadeln eines Glasschwamms) prägte Stefan Bengtson 1985 zusammenfassend den Begriff Skleritom. Diese Bezeichnung ist wenig gebräuchlich, wird aber verwendet.

## Exoskelett

### Gliederfüßer
Sklerite bei Gliederfüßern sind die durch Sklerotisierung, bei Krebstieren zusätzlich oft durch Kalzifizierung verhärteten Einzelplatten des Exoskeletts. Sklerite können isoliert in weichere Cuticula eingelagert sein. Oft bedecken sie das gesamte Integument und sind durch membranöse Nähte gelenkig miteinander verbunden, sie können auch teilweise unbeweglich verbundene, verstärkte Hüllen bilden (z. B. Kopfkapseln bei Insekten). Unterschieden werden Tergite (dorsal), Sternite (ventral) und  Pleurite (lateral). Sklerite bilden Ansatzstellen für die Muskulatur an das Exoskelett, die als Apodeme bezeichnet werden.

## Gewebenadeln
Als Skelettnadeln (lateinisch Spiculum ‚Stachel‘, Plural Spicula) können Sklerite der Stabilität und als Fraßschutz von Blumentieren, Schwämmen, Stachelhäutern, Weichtieren und Manteltieren dienen.  Während viele Sklerite mikroskopische Feinstrukturen darstellen, messen die größten bis zu drei Meter.
Spicula sind Kalk- (aus Calcit, CaCO3) oder Kieselnadeln (aus Kieselsäure, SiO2) im Körper vieler mariner Nichtweichtiergruppen zur Stabilisierung ihrer Körperform, die Nadelform ist zur Abschreckung größerer Fressfeinde geeignet. Neben dem mineralischen Hauptanteil enthalten sie komplexe organische Substanzen.

### Korallen
Nach dem Absterben der Oktokorallen bleibt nicht wie bei den Steinkorallen ein massives Skelett zurück, an Hartteilen bleiben nur die Sklerite. Bei der Lederkoralle Sinularia leptoclados sind die Sklerite in der Koloniebasis jedoch so dicht gepackt, dass aus den Rückständen bis zu sechs Meter hohe Riffstrukturen entstehen können. Sie ist die einzige riffbildende Weichkoralle.

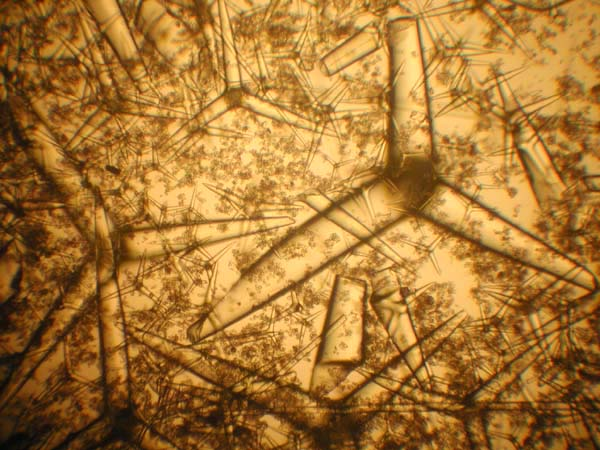
Nadeln eines Schwamms aus der Familie der Pachastrellidae

### Schwämme
Die Skelettnadeln der Schwämme (Schwammnadeln) sind entweder Kalknadeln (Kalkschwämme) oder Kieselnadeln (Kieselschwämme: Glasschwämme).
Skelettreste der Kieselschwämme können nach dem Absterben der Tiere als sogenannte Klappersteine erhalten bleiben, bei einigen Schwammgruppen verschmelzen die Einzelsklerite zu einem rigiden Skelett.

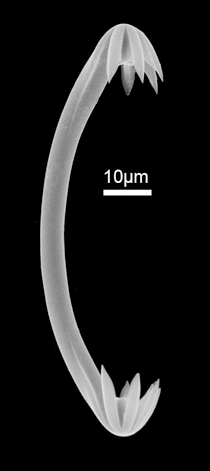
Hakenförmiger Sklerit des fleischfressenden Hornkieselschwamms Chondrocladia turbiformis

Bei den Hornkieselschwämmen ersetzen kollagenähnliche Sponginfasern weitgehend die Skelettnadeln.
Manche Glasschwämme bilden ein besonders großes Spiculum, das der Verankerung im Untergrund dient. Selbst im Englischen wird diese manchmal als Pfahlnadel bezeichnet.
Eine Anpassung an spezielle Funktionen erfüllen die hakenförmigen Sklerite des fleischfressenden Hornkieselschwamms Chondrocladia turbiformis.
Der Glasschwamm Monorhaphis chuni bildet nur ein einziges verankerndes Spiculum, allerdings das größte Sklerit mit bis zu drei Meter Länge. Mittels Bestimmung der Sauerstoffisotope und des Verteilungsverhältnisses von Kalzium zu Magnesium kann das Jahreswachstum bestimmt werden. Während ihre Dicke der ‚Jahresringe‘ Aussagen über die damalige Meerwassertemperatur erlaubt, gibt deren Abfolge ein Klimaarchiv und ihre Abzählung das erreichte Lebensalter. Bei einem Fund im Ostchinesischen Meer wurde so ein Alter von 11.000 ± 3.000 Jahren ermittelt.

### Weichtiere
Manche Weichtiere (besonders Nacktkiemer) tragen vielfach im Gewebe eingelagerte Kalkspicula zu ihrem Schutz vor Fressfeinden. Auch die Hartstrukturen von Zähnchen in der Radula von Weichtieren werden als Sklerite bezeichnet.

### Manteltiere
Manteltiere, besonders Seescheiden, zeigen hohe Variabilität ihrer Mikrospicula. Bei Herdmania momus liegen zwei kalzifizierte Spiculatypen vor: 1,5–2,5 mm lange spindelförmige mit jeweils 100 oder mehr Reihen überlappender Mikrospitzen sowie kleineren Spicula mit jeweils 20–40 Reihen nichtüberlappender Mikrospitzen, die mittels einer spinnenförmigen Struktur im Fuß des Tieres verankert sind.

### Stachelhäuter

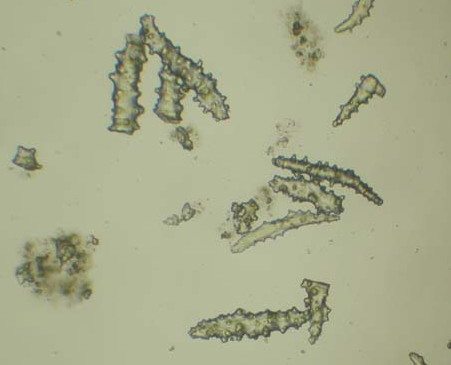
Sklerite einer Gorgonie

Für die Stachelhäuter typisch sind, oft verbundene, Skelettplatten, die als Ossikel bezeichnet werden. Kleine und isolierte, in weiches Gewebe eingelagerte Ossikel, die zur Gewebeverstärkung dienen, werden auch Sklerite genannt.

## Hilfsmittel zur taxonomischen Zuordnung
Sklerite haben oft eine für eine Art charakteristische Form und Größe und sind deshalb ein wichtiges Hilfsmittel für eine taxonomische Zuordnung (Bestimmung von Arten). Der Form der Sklerite wird auch forensische Bedeutung zugemessen bei der Artenbestimmung beispielsweise von Schmeißfliegen-Larven in Leichenteilen.
Beim Zerfall mariner Wirbelloser werden oft ihre Einzelsklerite freigesetzt, sie werden dann Bestandteil des ozeanischen Detritus und Teil des Korallensandes oder die Einzelpartikel verfüllen Lücken im Substrat. Die Bestimmung fossiler Sklerite erlaubt taxonomische Zuordnungen und damit oft den Schluss auf Meerestiefe und Temperatur, vergleichende Analysen können auch Rückschlüsse auf marinen Artenwechsel, Meeresspiegelschwankungen und Klimawandel geben und damit eine Klimachronologie gestatten. 